# Žamarija
Žamarija is een plaats in de gemeente Žumberak in de Kroatische provincie Zagreb. De plaats telt 37 inwoners (2001).